# Ioana Dumitriu
Ioana Dumitriu (n. 6 iulie 1976, București, România) este o matematiciană româno-americană, profesoară de matematică la Universitatea din California⁠(d), San Diego. A realizat cercetări în domenii vaste, precum teoria matricelor aleatoare⁠(d), analiza numerică, calculul științific⁠(d) și teoria jocurilor.

## Educație și carieră
Ioana Dumitriu este fiica a doi profesori români de electrotehnică din București. Încă din copilărie, a manifestat interes pentru matematică, iar la vârsta de 11 ani a câștigat un concurs național de matematică. Au urmat cantonamente de matematică pentru a face parte din echipa României la Olimpiada Internațională de Matematică, deși cel mai înalt nivel de participare la olimpiade a fost semifinala națională.
A absolvit Universitatea din New York summa cum laude în 1999, în specializarea principală matematică și secundară informatică. A urmat doctoratul obținut în 2003 de la Massachusetts Institute of Technology sub coordonarea lui Alan Edelman⁠(d), cu o teză intitulată Eigenvalue statistics for beta-ensembles. După cercetări postdoctorale în calitate de bursier la Miller Research Fellow la Universitatea Berkeley din California, s-a alăturat facultății de matematică la Universitatea Statului Washington în 2006, iar în 2019 s-a mutat la Universitatea din California, San Diego.

## Premii
În 1996, Ioana Dumitriu a câștigat premiul Alice T. Schafer pentru excelență în matematică acordat unei femei nelicențiate. În același an, ca studentă la Universitatea din New York, Dumitriu a devenit prima femeie numită Putnam Fellow, ceea ce înseamnă că a obținut unul dintre primele cinci locuri la Concursul de matematică William Lowell Putnam. În anii 1995, 1996 și 1997 a câștigat premiul Elizabeth Lowell Putnam, premiu ce se acordă femeii de pe primul loc în concurs, un record care nu a fost egalat decât zece ani mai târziu, când Alison Miller a câștigat și ea același premiu în trei ani consecutiv.
A câștigat Premiul Leslie Fox pentru analiză numerică (acordat unui tânăr cercetător ce excelează în analiză numerică atât din punct de vedere matematic, cât și în abilități de prezentare) în 2007. În 2009 a primit un premiu pentru carieră de la Fundația Națională de Științe din S.U.A. În 2012, a devenit membră a Societății Americane de Matematică.